# Sidi Moussa Lemhaya
Sidi Moussa Lemhaya (en àrab سيدي موسى لمهاية, Sīdī Mūsà Lamhāya; en amazic ⵙⵉⴷⵉ ⵎⵓⵙⴰ ⵍⵎⵀⴰⵢⴰ) és una comuna rural de la prefectura d'Oujda-Angad, a la regió de L'Oriental, al Marroc. Segons el cens de 2014 tenia una població total de 4.094 persones.